# Pierre Antoine Poiteau
Pierre-Antoine Poiteau, (a veces impropiamente Antoine Poiteau o Alexandre Poiteau, (Ambleny, 23 de marzo de  1766 - París, 27 de febrero de  1854) fue un botánico y horticultor francés.

## Su vida
Después de servir en huertas, para el mercado de París, se postula en 1790 al Muséum national d'histoire naturelle y es admitido por su Director André Thouin (1746-1824) como jardinero. Estudiando el Systema vegetabilium de Carlos Linneo, entiende que debe completar su formación, y aprende también la técnica de la pintura, en el Museo, con Gérard van Spaendonck (1746-1822), mas su influencia mayor fue Redouté (1759-1840). Thouin lo nombra, dos años más tarde, jefe de la Escuela de Botánica. 
En 1793, es elegido por Daubenton para establecer una Escuela de Botánica y un Jardín Botánico en Bergerac, pero el proyecto no se da. 
En 1796, Thouin le encarga partir a Santo Domingo. Pero no bien desembarca es detenido por no poseer los papeles necesarios para justificar su presencia. Poco después, se encuentra en Haití, como jefe del nuevo Jardín Botánico en Cap. Pero no cobraba emolumentos, y se ve forzado a entrar en la administración como asistente de Hédouville y de Roume, jefes del gobierno de la isla. En 1802 regresa a Francia, con 600 paquetes de semillas y 1.200 especies, todas denominadas y preparadas por él. En esos especímenes había 97 especies de champiñones y treinta de líquenes. 
En 1808 publica en París, con Pierre Jean François Turpin (1775-1840), con quien se había reencontrado en Haití, Flora Parisiensis secundum systema sexuale deposita et plantarum circa Lutetiam sponte nascentium descriptiones, icones....
Después de varios años de actividad literaria libre, en 1815, es nombrado jefe de loss Viveros Reales del Palacio de Versalles. 
En 1816, publica la descripción botánica de las plantas cultivadas en el Jardín Botánico de la Escuela de Medicina de París (París). Dos años más tarde, con Antoine Risso (1777-1845), publican Histoire naturelle des orangers. 
Poiteau parte, en 1818, a Guyana donde supervisa los cultivos de las casas reales. A su retorno en 1822, es designado Jardinero en jefe del castillo de Fontainebleau.
De 1829 a 1851, dirige la Revue horticole. En 1835, con Pierre Jean François Turpin, reedita el Traité des arbres fruitiers. de Henri Louis Duhamel du Monceau (1700-1782). 
En 1846, Pomologie française. Recueil des plus beaux fruits cultivés en France... (París). 
En 1848 y 1853 aparecen los dos volúmenes de Cours d'horticulture. 
Miembro de numerosas sociedades científicas, Poiteau fue más tarde jefe del jardín botánico de la Escuela de Medicina, además del Museo de Historia Natural, donde vende todos sus animales y plantas de Guyana. 
Descubrió muchas especies y géneros de vegetales, y creó familias (las Cyclantaes, por ejemplo). Como horticultor y pomólogo, contribuyó al mejoramiento de frutales. Como artista, fue estimado por sus litografías, y acuarelas; y es comparado con Pierre-Joseph Redouté.
- La abreviatura «Poit.» se emplea para indicar a Pierre Antoine Poiteau como autoridad en la descripción y clasificación científica de los vegetales.[3]

 A.Poit. no es más la abreviación botánica oficial de ese autor, pero se sigue citando en la literatura. Tal abreviación no debería usarse más.

## Obras
- Traité des arbres fruitiers, de Duhamel du Monceau, nueva ed. aumentada, publicada con Turpin, París, 1818-28, 1844

- Flore parisienne, con Turpin', 1813

- Le Jardin botanique de l'école de médecine de Paris, et description des plantes qui y sont cultivées, Paris, 1816

- Histoire naturelle des orangers, avec 109 planches, con Risso. Paris, 1818-1820

- Histoire des palmiers de la Guyane française, Paris, 1822

- Notice sur M. Bosc, Paris, 1828

- Le Voyageur botaniste, Paris, 1829

- Sur l'origine, la direction des fibres ligneuses dans les végétaux, Paris, 1834

- Sur la culture de la patate, rapport d'une commission, Paris, 1835

- Sur la théorie Van Mons, ou notice historique sur les moyens qu'emploie M. Van Mons pour obtenir d'excellents fruits de semis, Paris, 1835

- Pomologie française, ou recueil des plus beaux fruits cultivés en France, Paris, 1838 y sig.

- Cours d'horticulture, Paris, 1847 & 1848

- Notice nécrologique sur M. Jamin, 1848

Poiteau también colaboró en un gran número de revisiones, y fue redactor en jefe del 'Almanach du bon jardinier de 1825 a 1844.